# Зори (остановочный пункт)
Зо́ри (бел. Зоры) — остановка Витебского отделения Белорусской железной дороги в Миорском районе Витебской области. Находится в 0,6 км к северо-западу от села Купчалева; на линии Воропаево — Друя, между станциями Шарковщина и Миоры.
Линия Воропаево — Друя была открыта когда эти земли относились у Польше. Тогда до Друи была продлена тупиковая железнодорожная линия от Воропаево. Это было сделано с целью построения речного порта в Друе для выхода из Западной Двины в Балтийское море. На открытии регулярного движения на станции Друя в 1933 году присутствовал польский премьер-министр.